# علي آل حيدر
الشيخ علي بن محمد علي آل حيدر المجيراوي المنتفكي النجفي (1237 هـ - 1314 هـ). هو رجل دين وفقيه شيعي عراقي عاش في الحقبة العثمانيَّة أي عهد الحكم العثماني للعراق إذ أنَّه من تلامذة مرتضى الأنصاري وحسين الكوهكمري. وأصله يعود إلى مدينة سوق الشيوخ غير أنَّ نشأته وتعليمه كان في النجف، وقد سكن بها فترة طويلة، ولكن أملاكاً له في سوق الشيوخ قد غصبت جعلته يعود للاستقرار بسوق الشيوخ.
ينتسب لأسرة آل حيدر التي يصفها المؤرخ جعفر آل محبوبة أنَّها «من الأسر العربية العريقة في القدم والسابقة إلى الفخر وهم بقية بني وئال زعماء آل أجود»،، فهذه الأسرة «أسرة عربية معروفة بعروبتها مشهورة بفخرها، تقطن سوق الشيوخ من أول تمصيره، وتردد على النجف كثير من رجالها البارزين وأخذوا معارفهم، وبها حصلت لهم المكانة والزعامة الروحية في مقرهم سوق الشيوخ».

## مؤلفاته
| - الدرر المنظمة في تعليقات القوانين المحكمة. حاشية على كتاب قوانين الأصول في جزئين، وقد ذكر آغا بزرگ الطهراني الكتاب في موضعين من الذريعة؛ مرَّة بعنوانه الأصلي، ومرَّة ضمن ذكره لكل الحواشي على كتاب قوانين الأصول. - أرجوزة في أصول الفقه. ذكرها آغا بزرگ الطهراني في الذريعة مقتبساً بداية الأرجوزة «القطع حجةً بلا أن يجعلا * كيف وإلا دار أو تسلسلا». - أرجوزة في المنطق. ذكرها آغا بزرگ الطهراني في الذريعة مقتبساً بداية الأرجوزة «علي هو نجل حيدر * بعد افتتاح باسم رب البشر». - التقريرات. تقريرات بحث شيخه وأستاذه مرتضى الأنصاري. - الغامر والعامر في العراق. يؤرِّخ فيه للعراق وآثاره قبل الإسلام. - سوانح الأسفار. - غريب القرآن. - أرجوزة في التجويد. - حاشية فرائد الأصول. حاشية على كتاب فرائد الأصول لشيخه وأستاذه مرتضى الأنصاري. | - الرسالة العملية. رسالة عمليَّة في العبادات إلى آخر الخمس. - شرح الشرائع. شرح على شرائع الإسلام. - قيد الفصيح وصيد الشوارد. - نظم فرائد الأصول. نظم لكتاب فرائد الأصول لشيخه وأستاذه مرتضى الأنصاري. - ديوان شعر. - كتاب في الرجال. - كتاب في الفقه. - حاشية في الفصول. - شرح مختصر التفتازاني. - التجويد. - الرجال. - كتاب في الأصول. |

### كتب
- ماضي النجف وحاضرها. جعفر آل محبوبة، طبع بيروت - لبنان، 1406 هـ - 1986 م، منشورات دار الأضواء.
- أعيان الشيعة. محسن الأمين، طبع بيروت - لبنان، تاريخ الطبع مفقود، منشورات دار التعارف.
- الذريعة إلى تصانيف الشيعة. آغا بزرگ الطهراني، طبع بيروت - لبنان، تاريخ الطبع مفقود، منشورات دار الأضواء.

### إشارات مرجعية
1. ↑  
آل محبوبة، جعفر. ماضي النجف وحاضرها - ج2. ص. 196.
2. ↑  
الأمين، محسن. أعيان الشيعة - ج8. ص. 235. مؤرشف من الأصل في 2019-12-10.
3. ↑  
آل محبوبة، جعفر. ماضي النجف وحاضرها - ج2. ص. 192.
4. ↑  
آل محبوبة، جعفر. ماضي النجف وحاضرها - ج2. ص. 193.
5. ↑  
الطهراني، آغا بزرگ. الذريعة إلى تصانيف الشيعة - ج8. ص. 137. مؤرشف من الأصل في 2020-01-10.
6. ↑  
الطهراني، آغا بزرگ. الذريعة إلى تصانيف الشيعة - ج26. ص. 37. مؤرشف من الأصل في 2020-03-14.
7. ↑  
الطهراني، آغا بزرگ. الذريعة إلى تصانيف الشيعة - ج1. ص. 499. مؤرشف من الأصل في 2020-03-14.
8. ↑  
الطهراني، آغا بزرگ. الذريعة إلى تصانيف الشيعة - ج16. ص. 3. مؤرشف من الأصل في 2020-04-14.
9. ↑  
الطهراني، آغا بزرگ. الذريعة إلى تصانيف الشيعة - ج12. ص. 252. مؤرشف من الأصل في 2020-01-10.
10. ↑  
الطهراني، آغا بزرگ. الذريعة إلى تصانيف الشيعة - ج16. ص. 48. مؤرشف من الأصل في 2020-03-14.
11. ↑  
الطهراني، آغا بزرگ. الذريعة إلى تصانيف الشيعة - ج1. ص. 467. مؤرشف من الأصل في 2019-12-17.
12. ↑  
الطهراني، آغا بزرگ. الذريعة إلى تصانيف الشيعة - ج6. ص. 158. مؤرشف من الأصل في 2020-01-10.
13. ↑  
الطهراني، آغا بزرگ. الذريعة إلى تصانيف الشيعة - ج11. ص. 217. مؤرشف من الأصل في 2020-04-14.
14. ↑  
الطهراني، آغا بزرگ. الذريعة إلى تصانيف الشيعة - ج13. ص. 326. مؤرشف من الأصل في 2020-01-10.
15. ↑  
الطهراني، آغا بزرگ. الذريعة إلى تصانيف الشيعة - ج17. ص. 225. مؤرشف من الأصل في 2020-03-14.
16. ↑  
الطهراني، آغا بزرگ. الذريعة إلى تصانيف الشيعة - ج24. ص. 219. مؤرشف من الأصل في 2020-03-14.